# Volujak (rijeka)
Volujak (ili Volujčica) je rijeka u Bosni i Hercegovini.
Volujak nastaje od više izvora ispod Gorače i Divan-planine. U Ramu se ulijeva u naselju Gračanica na oko 300 metara nadmorske visine. Volujčica je duga oko 19 kilometara. Rijeka Volujak gradi kanjon koji je ponegdje dubok i preko 600 metara. Cjelokupan tok rijeke se nalazi na području općine Prozor-Rama. 
U rijeci ima potočne pastrve i potočnog raka, te je najčišća rijeka ramskoga kraja.